# Металург (Світловодськ)
«Металург» (Світловодськ) — український футзальний клуб зі Світловодська, учасник перших чемпіонатів УРСР і СРСР з футзалу.

## Історія
Футзальний клуб «Металург» засновано 1990 року в місті Світловодськ. У тому ж році проходив перший чемпіонат УРСР з футзалу, в якому брали участь п'ять команд, у тому числі й світловодський «Металург». Переможцем за явною перевагою стає дніпропетровський «Механізатор». Друге місце дістається «Металургу», єдиною командою, яка зуміла нав'язати боротьбу чемпіону, програвши йому з рахунком 3:5. Гравець «Металурга» Олександр Васильченко визнається найкращим захисником турніру. З 10 по 13 жовтня 1990 року  світловодський колектив виступав у кубку УРСР з футзалу, який проходив у Дніпропетровську, проте кваліфікуватися до півфіналу не зміг.
На початку 1991 року проходить перший чемпіонат СРСР з футзалу. У ньому бере участь 22 команди, розбитих на три групи за зональним принципом. З кожної з груп у фінальний турнір виходить по дві найкращих команди. «Металург» проводить свої зустрічі в зональному турнірі Кишиневі з 23 по 27 січня і поступається всім суперникам — місцевим «Агрос-Інтекс», ризького «СКІФ-Форуму» та воркутинській «Зміні» — з однаковим рахунком 0:3 і покидає турнір.
Після розпаду СРСР команда у професіональних змаганнях не грала. Натомість світловодський клуб виступав у регіональних змаганнях.

## Досягнення
- Чемпіонат УРСР з футзалу
  -  Срібний призер (1): 1990

- Чемпіонат Кіровоградської області з футзалу
  -  Срібний призер (1): 1992

## Клубні кольори
| Помаранчевий | Чорний |

Гравці команди зазвичай грали домашні матчі в помаранчево-чорній формі.

## Структура клубу
Зала
Свої домашні поєдинки «Металург» проволив у залі ім. А. Тузовського у Світловодську, яка вміщувала 500 глядачів.
Спонсори
- Металургійний завод Світловодська